# یوکاری سوغوت‌لو (بسنی)
یوکاری سوغوت‌لو (به ترکی استانبولی: Yukarısöğütlü) یک منطقهٔ مسکونی در ترکیه است که در بسنی واقع شده‌است.